# Ibul Besar II
Ibul Besar II is een bestuurslaag in het regentschap Ogan Ilir van de provincie Zuid-Sumatra, Indonesië. Ibul Besar II telt 3263 inwoners (volkstelling 2010).